# Portsmouth (Yorkshire de l'Ouest)
Pour les articles homonymes, voir Portsmouth (homonymie).
Portsmouth est un village du Yorkshire de l'Ouest, en Angleterre. Il est situé dans le district de Calderdale, à une dizaine de kilomètres au sud-est de la ville de Burnley. Administrativement, il relève de la paroisse civile de Todmorden, qui comptait 15 481 habitants au recensement de 2011.

## Histoire
Portsmouth appartenait à l'origine au comté voisin du Lancashire.

## Transports
Le village est traversé par la route A646, qui relie Burnley et Halifax. Il possède une gare de chemin de fer en activité de 1849 à 1958 qui est desservie par les trains de la Copy Pit line (en), une ligne opérée à l'origine par la Lancashire and Yorkshire Railway (en).